# Asota isthmia
Asota isthmia är en fjärilsart som beskrevs av Walker 1856. Asota isthmia ingår i släktet Asota och familjen nattflyn. Inga underarter finns listade i Catalogue of Life.